# روبين داريو أغيليرا
روبين داريو أغيليرا (بالإسبانية: Rubén Darío Aguilera) (26 يناير 1978 في باراغواي - ) هو مدرب كرة قدم ولاعب كرة قدم باراغواياني في مركز الهجوم. لعب مع ديبورتيس أنتوفاغاستا وجنرال كاباليرو ‏.

## وصلات خارجية
- روبين داريو أغيليرا على موقع قاعدة بيانات كرة القدم.إي يو (الإنجليزية)
- روبين داريو أغيليرا على موقع Soccerway.com (الإنجليزية)